# Liste des bâtiments historiques de rang II à Hong Kong
Les bâtiments historiques de rang II à Hong Kong sont ceux qui ont été classés comme étant « d'une importance spéciale et dont des efforts de conservation doivent être faits de manière sélective ».
Note: Cette liste est d'actualité au 6 novembre 2009. Une réévaluation du classement à l'échelle du territoire est en cours depuis.

## Central and Western
| #     | Nom                                                                            | Image | Localisation                                       | Notes |
| ----- | ------------------------------------------------------------------------------ | ----- | -------------------------------------------------- | --- |
| H0296 | Logements des cadres supérieurs de la station de pompage et de filtrage Elliot |       | Pok Fu Lam Road (en), Kennedy Town (en)            | |
| H0050 | Ancienne maison du commodore                                                   |       | Bowen Road (en), Central                           | Accueille la Mother's Choice (en) |
| H0531 | Première église scientiste du Christ                                           |       | 31 MacDonnell Road (en), Central                   | |
| H0489 | Ancienne école du Pic                                                          |       | 7 Gough Hill Path, Pic Victoria                    | Utilisée comme caserne de pompiers de Pic Victoria depuis 1967.                                                                                             |
| H0143 | Bâtiment Fung Ping Shan de l'université de Hong Kong                           |       | 63A Bonham Road, Sai Ying Pun (zh)                 | Accueille le musée universitaire et la galerie d'art (en)                                                                                                   |
| H0202 | King's College                                                                 |       | 30 Shelley Street (en), Sheung Wan                 | |
| H0033 | Hall Kom Tong                                                                  |       | 7 Castle Road, Niveaux intermédiaires              | Accueille le musée du Dr Sun Yat-sen depuis décembre 2006.                                                                                                  |
| H1092 | Kwong Fook I Tsz                                                               |       | Tai Ping Shan Street (en), Sheung Wan              | |
| H0068 | Ancien dépôt laitier                                                           |       | 2 Lower Albert Road, Central                       | Accueille le Fringe Club et le club des correspondants étrangers.                                                                                           |
| H0710 | Ancienne école primaire Kei Yan                                                |       | Glenealy (en), Central                             | |
| H0357 | Ancien asile psychiatrique                                                     |       | 45 Eastern Street (en), Sai Ying Pun               | Accueille une clinique de méthadone. |
| H0222 | Ancien café du Pic (en)                                                        |       | 121 Peak Road, Pic Victoria                        | Renommé The Peak Lookout en 2001. |
| H0102 | Bloc Cassels des anciennes casernes Victoria                                   |       | 7A Kennedy Road (zh), Central                      | Accueille le centre d'arts visuels de Hong Kong depuis 1992.                                                                                                |
| H0182 | Bloc Montgomery des anciennes casernes Victoria                                |       | 42B Kennedy Road (zh), Central                     | Accueille la Mother's Choice (en) |
| H0123 | Bloc Rawlinson des anciennes casernes Victoria                                 |       | 19 Cotton Tree Drive (zh), Central                 | Converti dans les années 1980 en Registre des mariages de Cotton Tree Drive et en siège du parc de Hong Kong.                                               |
| H0170 | Bloc Roberts des anciennes casernes Victoria                                   |       | 42A Kennedy Road (zh), Central                     | |
| H0101 | Bloc Wavell des anciennes casernes Victoria                                    |       | Parc de Hong Kong, Cotton Tree Drive (zh), Central | Converti en 1991 en centre de maintenance de la volière Edward Youde (en)                                                                                   |
| H1087 | Dépôt du Pic                                                                   |       | 102 Old Peak Road, Pic Victoria                    | |
| H0207 | Immeuble Pedder (en)                                                           |       | 12 Pedder Street (en), Central                     | |
| H0034 | Chapelle du Sacré-Cœur                                                         |       | 36A Caine Road (en), Central                       | |
| H0040 | Église du Christ Hop Yat en Chine (église de Hong Kong)                        |       | Bonham Road (en), Niveaux intermédiaires           | |
| H0085 | YMCA chinoise de Hong Kong (en)                                                |       | Bridges Street (en), Sheung Wan                    | Construit en 1918 dans un style architectural éclectique avec l'influence de l'école de Chicago. Les architectes étaient Shattuck et Hussey (en) de Chicago |
| H0064 | Ancien hôpital militaire britannique                                           |       | 10 & 12 Borrett Road                               | Accueille l'école Carmel, ainsi qu'un certain nombre d'organisations caritatives pour la jeunesse et des garderies d'enfants.                               |
| H0408 | Collège mixte Saint-Paul (en)                                                  |       | 33 MacDonnell Road (en), Central                   | |

## Eastern
| #     | Nom                                                    | Image | Localisation                                    | Notes |
| ----- | ------------------------------------------------------ | ----- | ----------------------------------------------- | ----- |
| H0321 | Ancien Clubhouse du Yacht Club royal de Hong Kong (en) |       | 12 Oil Street, North Point (en)                 |       |
| H0178 | Bloc 7 des casernes Lyemun                             |       | Lei Yue Mun (en), Chai Wan (en)                 |       |
| H0817 | Temple de Shing Wong                                   |       | Kam Wa Street, Shau Kei Wan (zh)                |       |
| H0701 | Temple de Tin Hau                                      |       | 53, Shau Kei Wan Main Street East, Shau Kei Wan |       |
| H0478 | Woodside                                               |       | 50 Mount Parker Road, Quarry Bay (en)           |       |

## Islands
| #     | Nom                       | Image | Localisation                                            | Notes |
| ----- | ------------------------- | ----- | ------------------------------------------------------- | ----- |
| H1012 | Temple de Tin Hau         |       | 69A & 69B Wing On Street, île de Peng Chau              |       |
| H0889 | Temple Hau Wong           |       | Tung Chung, île de Lantau                               |       |
| H0482 | Temple de Hung Shing (en) |       | 1A Chung Hing Street, Cheung Chau Wan, Cheung Chau      |       |
| H0630 | Temple de Tin Hau         |       | Près de Pak She San Tsuen, Cheung Chau Wan, Cheung Chau |       |
| H0594 | Temple de Tin Hau         |       | Chung Hing Street, Cheung Chau                          |       |

## Kowloon City
| #     | Nom                                            | Image | Localisation                              | Notes                                                         |
| ----- | ---------------------------------------------- | ----- | ----------------------------------------- | ------------------------------------------------------------- |
| H0428 | Cathédrale de la Sainte-Trinité (en)           |       | 135 Ma Tau Chung Road, Kowloon City       | Anciennement connue sous le nom d'église de la Sainte Trinité |
| H0414 | École roi George V (en)                        |       | Tin Kwong Road, Ho Man Tin (zh)           |                                                               |
| H0122 | Temple de Kwun Yam                             |       | Gare Lane, Hung Hom                       |                                                               |
| H0203 | Église Sainte-Thérèse                          |       | 258 Prince Edward Road (en), Kowloon City |                                                               |
| H0522 | Bâtiment Sun Hok de la mission Bethel de Chine |       | Grampian Road, Kowloon City               |                                                               |

## Kwun Tong
| #     | Nom                       | Image | Localisation                                                    | Notes |
| ----- | ------------------------- | ----- | --------------------------------------------------------------- | ----- |
| H0859 | Temple Sam Shan Kwok Wong |       | 2 Ping Shek Estate (en), Kwun Tong Road (en), Ngau Chi Wan (en) |       |
| H1374 | Temple de Tin Hau         |       | Ma Wan Tsuen, Lei Yue Mun (en) (Kowloon)                        |       |

## North
| #     | Nom                                        | Image | Localisation                                          | Notes |
| ----- | ------------------------------------------ | ----- | ----------------------------------------------------- | ----- |
| H0504 | Salle communale de Hau Chung Fuk Tong      |       | Kam Tsin (en), Sheung Shui (en), Nouveaux Territoires |       |
| H0945 | Temples de Hung Shing (en) et de Pai Fung  |       | Ho Sheung Heung (en), Sheung Shui                     |       |
| H0169 | École Liu Ying Lung                        |       | Sheung Shui Wai (en), Sheung Shui                     |       |
| H0298 | Fort MacIntosh                             |       | Kong Shan, Sha Tau Kok (zh)                           |       |
| H0303 | Fort MacIntosh                             |       | Ma Tso Lung, Ta Kwu Ling (en)                         |       |
| H0299 | Fort MacIntosh                             |       | Nam Hang, Sha Tau Kok                                 |       |
| H0300 | Fort MacIntosh                             |       | Nga Yiu, Sha Tau Kok                                  |       |
| H0301 | Fort MacIntosh                             |       | Pak Fu Shan, Sha Tau Kok                              |       |
| H0302 | Fort MacIntosh                             |       | Pak Kung Au, Sha Tau Kok                              |       |
| H0940 | Temple de Man Ming                         |       | Fu Tei Au Tsuen, Sheung Shui                          |       |
| H0144 | Shek Lo                                    |       | Lung Yeuk Tau, Fanling                                |       |
| H0978 | Fanling Wai (en)                           |       | Fanling                                               |       |
| H0805 | Maison à mi-chemin                         |       | Golf Club de Hong Kong (en), Fanling                  |       |
| H0377 | Salle des ancêtres de Hau Mei Fung         |       | Kam Tsin (en), Sheung Shui                            |       |
| H0338 | Temple de Hip Tin et monastère de Hok Shan |       | Lai Chi Wo (en), Sha Tau Kok (zh)                     |       |
| H1044 | Temple de Hung Shing (en)                  |       | Hung Leng (en), Fanling                               |       |
| H0163 | École Shin Shut                            |       | 20 Lung Yeuk Tau, Fanling                             |       |
| H0600 | Temple de Tin Hau                          |       | Ping Che (en), Ta Kwu Ling (en)                       |       |
| H0191 | Tung Kok Wai                               |       | Lung Yeuk Tau, Fanling                                |       |
| H0822 | Wing Ning Wai                              |       | Lung Yeuk Tau, Fanling                                |       |

## Sai Kung
| #     | Nom                     | Image | Localisation                       | Notes                                                                                 |
| ----- | ----------------------- | ----- | ---------------------------------- | ------------------------------------------------------------------------------------- |
| H0037 | Temple de Che Kung (en) |       | Ho Chung Road, Ho Chung (en)       | Le temple est de conception à deux salles avec deux bâtiments annexes des deux côtés. |
| H1111 | Temple de Tin Hau       |       | Hang Hau (en)                      |                                                                                       |
| H0617 | Temple de Tin Hau       |       | Leung Shuen Wan Chau (High Island) |                                                                                       |

## Sha Tin
| #     | Nom                                                   | Image | Localisation                      | Notes                                                                                       |
| ----- | ----------------------------------------------------- | ----- | --------------------------------- | ------------------------------------------------------------------------------------------- |
| H0575 | Temple de Che Kung (en)                               |       | Che Kung Miu Road, Tai Wai (en)   | Seul le temple d'origine est classé. Le reste du complexe a été construit à partir de 1993. |
| H0225 | Barrage du réservoir Byewash de Kowloon (en)          |       | Parc de campagne de Kam Shan (en) |                                                                                             |
| H0272 | Chambre de valve du réservoir Byewash de Kowloon (en) |       | Parc de campagne de Kam Shan      |                                                                                             |
| H0273 | Barrage du réservoir de Shek Lei Pui (en) (nord-est)  |       | Parc de campagne de Kam Shan      |                                                                                             |
| H0274 | Barrage du réservoir de Shek Lei Pui (sud-est)        |       | Parc de campagne de Kam Shan      |                                                                                             |
| H0275 | Chambre de valve du réservoir de Shek Lei Pui         |       | Parc de campagne de Kam Shan      |                                                                                             |
| H0562 | Centre chrétien de Tao Fong Shan (en)                 |       | 33 Tao Fong Shan Road             |                                                                                             |

## Sham Shui Po
| #     | Nom                                                                              | Image | Localisation                     | Notes                                                               |
| ----- | -------------------------------------------------------------------------------- | ----- | -------------------------------- | ------------------------------------------------------------------- |
| H0032 | Certains bâtiments et installations militaires de la caserne de Ngong shuen chau |       | Île des tailleurs de pierre      | Certains bâtiments et installations sont également de rang I et III |
| H0488 | Temple de Mo Tai                                                                 |       | 158 Hai Tan Street, Sham Shui Po | Dédié à Kwan Tai                                                    |
| H0699 | 117 Nam Cheong Street                                                            |       |                                  |                                                                     |
| H0731 | 119 Nam Cheong Street                                                            |       |                                  |                                                                     |
| H0732 | 121 Nam Cheong Street                                                            |       |                                  |                                                                     |
| H0716 | 123 Nam Cheong Street                                                            |       |                                  |                                                                     |
| H0717 | 125 Nam Cheong Street                                                            |       |                                  |                                                                     |
| H0587 | 269 Yu Chau Street                                                               |       |                                  |                                                                     |
| H0588 | 271 Yu Chau Street                                                               |       |                                  |                                                                     |
| H0411 | Temple Sam Tai Tsz et temple Pak Tai (en)                                        |       | 196-198 Yu Chau Street           |                                                                     |

## Southern
| #     | Nom                                                                | Image | Localisation                                   | Notes |
| ----- | ------------------------------------------------------------------ | ----- | ---------------------------------------------- | ----- |
| H0228 | Ancienne maison                                                    |       | 10 Wong Chuk Hang San Wai, Wong Chuk Hang (en) |       |
| H0240 | Ponceau en boîte du réservoir de Pok Fu Lam (zh)                   |       | Pok Fu Lam Reservoir Road, Pok Fu Lam          |       |
| H0402 | Digue du réservoir de Pok Fu Lam                                   |       | Pok Fu Lam Reservoir Road, Pok Fu Lam          |       |
| H0804 | Réservoir de service et bouches d'aération du réservoir Pok Fu Lam |       | Pok Fu Lam Reservoir Road, Pok Fu Lam          |       |
| H0196 | St Stephen's College (zh)                                          |       | 22 Tung Tau Wan Road, Stanley                  |       |
| H0341 | Bloc 17 du fort de Stanley                                         |       | Stanley                                        |       |
| H0349 | Bloc 38 du fort de Stanley                                         |       | Stanley                                        |       |
| H0638 | Bloc 51 du fort de Stanley                                         |       | Stanley                                        |       |
| H0323 | Bloc 09 du fort de Stanley                                         |       | Stanley                                        |       |
| H0186 | Béthanie                                                           |       | 139 Pok Fu Lam Road (en)                       |       |
| H1069 | Temple de Tin Hau                                                  |       | 182 Aberdeen Main Road (en), Aberdeen          |       |

## Tai Po
| #     | Nom                                      | Image | Localisation                        | Notes                                    |
| ----- | ---------------------------------------- | ----- | ----------------------------------- | ---------------------------------------- |
| H1349 | Temple de Chat Shing                     |       | Kwun Hang (en), Shap Sze Heung (en) |                                          |
| H1101 | Temple de Hip Tin                        |       | Village de Cheung Shue Tan          |                                          |
| H1076 | Pun Chun Yuen, résidence de Wong Siu-wai |       | 17 Shek Lin Road, Kam Shan (en)     |                                          |
| H0310 | Sha Lo Tung Cheung Uk                    |       | Sha Lo Tung (en)                    |                                          |
| H0792 | Sha Lo Tung Lo Wai                       |       | Sha Lo Tung                         |                                          |
| H0189 | Belvédère de Tai Po (en)                 |       | 11 Lookout Link                     |                                          |
| H0527 | Temple de Tin Hau                        |       | Fong Ma Po, Lam Tsuen (en)          | Près des arbres à vœux de Lam Tsuen (en) |
| H1104 | Temple de Tin Hau                        |       | Ting Kok Road, Tai Po Kau Hui (en)  |                                          |
| H1281 | Temples de Tin Hau et de Man Tai         |       | 52-53 Tsz Tong Tsuen, Tai Hang (en) |                                          |
| H0118 | Deux anciennes maisons                   |       | Pak Sha O (en), au nord de Sai Kung |                                          |
| H1077 | Temple de Mo Tai                         |       | Village de Ting Kok (en)            |                                          |
| H0336 | Ancien bungalow de police                |       | 173 & 175 Kwong Fuk Road            |                                          |
| H0175 | Ancien poste de police de Tai Po (en)    |       | 11 Wan Tau Kok Lane                 |                                          |

## Tsuen Wan
| #     | Nom                   | Image | Localisation                                | Notes                                   |
| ----- | --------------------- | ----- | ------------------------------------------- | --------------------------------------- |
| H0226 | Jardin du dragon (en) |       | 32-42 Castle Peak Road, Tsing Lung Tau (en) | De rang II depuis le 25 septembre 2006. |
| H0366 | Temple de Tin Hau     |       | Wai Tsuen Road, Tsuen Wan                   |                                         |

## Tuen Mun
| #     | Nom                   | Image | Localisation                  | Notes |
| ----- | --------------------- | ----- | ----------------------------- | ----- |
| H0417 | Shing Miu             |       | Sam Shing Hui, Ching Shan Wan |       |
| H1400 | Temple de Tin Hau     |       | Sha Chau (en)                 |       |
| H0407 | Ching Chung Koon (en) |       | Tsing Chung Koon Road         |       |

## Wan Chai
| #     | Nom                                     | Image | Localisation                                            | Notes    |
| ----- | --------------------------------------- | ----- | ------------------------------------------------------- | -------- |
| H0094 | Manoir Haw Par                          |       | Tai Hang Road (en)                                      |          |
| H0278 | Maison verte (en)                       |       | 721,3,5,7,9 et 11 Mallory Street, Wan Chai              |          |
| H0284 | Maison verte                            |       | 6,8,10 et 12 Burrows Street, Wan Chai                   |          |
| H0464 |                                         |       | 18 Ship Street (en), Wan Chai                           | Tong lau |
| H0826 |                                         |       | 186, 188 et 190 Queen's Road East (en), Wan Chai        | Tong lau |
| H0787 | Maison jaune                            |       | 2 et 4 Hing Wan Street, Wan Chai                        | Tong lau |
| H0789 |                                         |       | 6 et 8 Hing Wan Street, Wan Chai                        | Tong lau |
| H0074 | Tung Lin Kok Yuen (en)                  |       | 15 Shan Kwong Road, Happy Valley                        |          |
| H0427 | École primaire catholique St.Paul       |       | Wong Nai Chung Road (en), Happy Valley                  |          |
| H0146 | Église Sainte-Marie Sheng Kung Hui (en) |       | 2A Tung Lo Wan Road (en), Causeway Bay                  |          |
| H0110 | Église Sainte-Margaret                  |       | 2A Broadwood Road, Causeway Bay                         |          |
| H0087 | Chapelle du Christ-Roi                  |       | Couvent Saint-Paul, Tung Lo Wan Road (en), Causeway Bay |          |

## Wong Tai Sin
| #     | Nom                                             | Image | Localisation                               | Notes |
| ----- | ----------------------------------------------- | ----- | ------------------------------------------ | --- |
| H0045 | Temple de Wong Tai Sin (Hong Kong) Sik Sik Yuen |       | Wong Tai Sin (en)                          | |
| H1002 | Ancienne casemate                               |       | Village de Tai Hom (en), Diamond Hill (zh) | Le casemate a été construite par les forces aériennes du Japon pendant l'occupation japonaise. Elle a été utilisée comme abri pour les pilotes et les techniciens. |

## Yau Tsim Mong
| #     | Nom                                               | Image | Localisation                                                                 | Notes                                         |
| ----- | ------------------------------------------------- | ----- | ---------------------------------------------------------------------------- | --------------------------------------------- |
| H0047 | Tour de signal                                    |       | Blackhead Point (en) (Tai Pau Mai), Tsim Sha Tsui                            |                                               |
| H0490 | Collège Canossian St. Mary (en)                   |       | 162 Austin Road (en), Tsim Sha Tsui                                          |                                               |
| H0017 | Temple de Tin Hau (en)                            |       | Temple Street (en), Yau Ma Tei (en)                                          |                                               |
| H0128 | Ancienne magistrature de Kowloon (en)             |       | 38 Gascoigne Road (en), Yau Ma Tei (en)                                      |                                               |
| H0127 | Église du Rosaire (en)                            |       | 125 Chatham Road (zh), Tsim Sha Tsui                                         |                                               |
| H0042 | Complexe de l'Église Saint-André                  |       | 138 Nathan Road, Tsim Sha Tsui                                               |                                               |
| H0229 | Théâtre de Yau Ma Tei (en)                        |       | Croisement de Waterloo Road (en) et Reclamation Street (en), Yau Ma Tei (en) |                                               |
| H0054 | Certains bâtiments de la caserne de Gun Club Hill |       | Gun Club Hill, Austin Road (en), Tsim Sha Tsui                               | Certains bâtiments sont également de rang III |

## Yuen Long
| #     | Nom                                                                       | Image | Localisation                                                 | Notes                                                                                                   |
| ----- | ------------------------------------------------------------------------- | ----- | ------------------------------------------------------------ | --- |
| H0125 | Cheung Chun Yuen                                                          |       | 82 Shui Tau Tsuen (en), Kam Tin (en)                         | |
| H0803 | Salle des ancêtres Choi Yi Wah                                            |       | 27 Shui Lau Tin, Pat Heung (zh)                              | |
| H1046 | Temple de Hung Shing (en)                                                 |       | 31 Shui Tau Tsuen (en), Kam Tin (en)                         | |
| H0934 | Temple de Kwun Yum                                                        |       | Tung Tau Tsuen (en), Yuen Long Kau Hui                       | Le temple est connecté avec celui de Tin Hau à l'avant et ils sont considérés comme un complexe commun. |
| H0211 | École Lik Wing Tong                                                       |       | Pak Wai Tsuen, Kam Tin (en)                                  | |
| H0469 | Ling Mui Chong                                                            |       | Shui Tsan Tin, Pat Heung (zh)                                | |
| H1075 | Monastère Ling To (en)                                                    |       | Ha Tsuen (en)                                                | |
| H0304 | Fort MacIntosh (Pak Hok Chau)                                             |       | Pak Hok Chau, marais de Mai Po (en)                          | |
| H0318 | Salle des ancêtres de Man San Ye                                          |       | Fan Tin Tsuen (en), San Tin (en)                             | |
| H0406 | Salle des ancêtres de Ming Yuen Tong                                      |       | Fan Tin Tsuen (en), San Tin (en)                             | |
| H0530 | École Sing Hin Kung                                                       |       | Hang Mei Tsuen (en), Ping Shan (en)                          | |
| H0851 | Salle des ancêtres de Tang Chan Yui Kuen                                  |       | 201 Shui Mei, Pak Wai Tsuen, Kam Tin (en)                    | |
| H0167 | Salle des ancêtres de Tang Kwong U                                        |       | 32 Shui Tau Tsuen (en), Pak Wai Tsuen, Kam Tin (en)          | |
| H0973 | Temple Tung Shan                                                          |       | Shui Lau Tin, San Tin (en)                                   | Dédié à Tin Hau.                                                                                        |
| H1006 | Ancienne maison                                                           |       | 57 Wing Ping Tsuen (en), Pat Heung (zh)                      | |
| H0337 | Temple de Pat Heung                                                       |       | 87 Sheung Tsuen (en), Pat Heung (zh)                         | |
| H0476 | Salle des ancêtres de Tang Kwok Mou                                       |       | Shui Lau Tin, Pat Heung (zh)                                 | |
| H1143 | Temple de Tin Hau                                                         |       | Tung Tau Tsuen (en), Yuen Long Kau Hui (Shap Pat Heung (en)) | Le temple est relié à celui de Kwun Yum à l'arrière et ils sont considérés comme un complexe commun.    |
| H0914 | Temple de Tin Hau                                                         |       | Sha Kong Tsuen, Ha Tsuen (en)                                | |
| H0565 | Ancien camp d'arpentage de la Couronne et bureau d'arpentage de Ping Shan |       | Ping Shan Lane, Ping Shan (en)                               | |
| H0526 | Temple de Hung Shing (en)                                                 |       | 31 Hang Mei Tsuen (en), Ping Shan (en)                       | Couvert par le sentier du patrimoine de Ping Shan                                                       |